# Erik Annerén

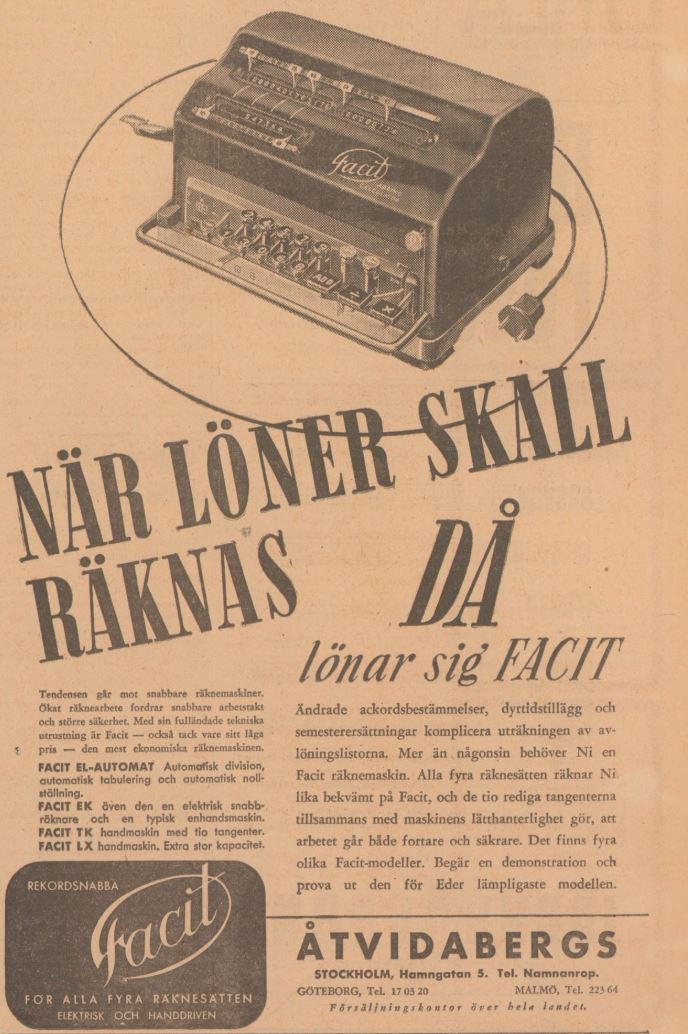
En annons för Facits elektroniska räknesnurra från 1941, som utvecklats av Erik Annéren och Bengt Carlström.

Rolf Erik Hjul Annerén, född 17 december 1901 i Grythyttan, Örebro län, död 1 mars 1989 i Åtvids församling, Östergötlands län var en svensk ingenjör. Han var överingenjör på industrikoncernen Facit och ledande inom design och konstruktion av räknemaskiner, och innehade ett flertal internationella patent.

## Biografi

### Karriär
Erik Annerén utexaminerades 1922 som ingenjör vid Tekniska skolan i Örebro, senare Högre Tekniska Läroverket i Örebro och påbörjade därefter 1923 sitt första arbete hos Mjölby cementgjuteri. 1925 flyttade han till USA där han var verksam vid flera ledande industrier fram till 1930 då han återvände till Sverige och Åtvidaberg. Han tog där anställning hos Facit AB, då ett mindre dotterbolag till Nya AB Åtvidabergs Industrier.
I och med lanseringen av räknesnurran Facit Standard, som uppfunnits av Karl Rudin, växte Facit snabbt och globalt. Annerén utvecklade tillsammans med Bengt Carlström Rudins idé och kom upp med en rad viktiga patent, och nya, mer kommersiella modeller. De utvecklade bland annat kvotkopplingen (patent DE719718), konstruktionen av en elektrisk räknesnurra (patent DE656737) samt en nollställningsmekanism (patent DE682246). Annerén utvecklade även nya tillverkningsmetoder för instrument. Han var 1937 verkstadschef och därefter överingenjör.
Utanför Facit hade Annerén flera förtroendeposter, bland annat som ordförande i Åtvidabergs FF och styrelsesuppleant i Halda AB.

### Familj
Erik Annerén var son till lantbruksinspektoren Erik Annerén och Vilhelmina Johansson. Han växte upp på Yxe herrgård där hans far var verksam. Hans bror var länsassessorn Anders Annéren. Annerén var från 1947 gift med Brita Hemberg, dotter till sjökaptenen Ernst Hemberg.